# Mark Sullivan
Mark T. Sullivan (1958) é uma escritor norte-americano que escreve romances de mistério, suspense e ficção histórica. Seu livro Beneath a Scarlet Sky foi best-seller do USA Today e do Washington Post. Ele também escreveu cinco romances com James Patterson.  Nessa parceria ele foi duas vezes o número 1 na lista dos mais vendidos do The New York Times.

## Biografia
Mark Sullivan nasceu e foi criado em Medfield, Massachusetts, um subúrbio de Boston.
Ele se formou no Hamilton College com bacharelado em inglês antes de trabalhar como voluntário no Corpo da Paz no Níger, na África Ocidental. Ao retornar aos Estados Unidos, ele se formou na Medill School of Journalism da Universidade do Noroeste e iniciou uma carreira em jornalismo investigativo.
Ele é de uma família de fãs fanáticos do time de basebol Boston Red Sox.
Ele é especialista em artes marciais, tem pratica com armas e ama viajar. Esquiador e aventureiro ávido, ele mora com sua esposa em Bozeman, Montana.

## Carreira
A professora de inglês dele no ensino primário, Estelle Stahl, foi a primeira pessoa a lhe dizer que ele poderia se tornar um escritor profissional.
Ele começou a escrever ficção aos 30 anos e seu primeiro romance: The Fall Line (1994), foi um livro notável do ano do The New York Times.

### Escrita
Para ele, escrever era uma tarefa difícil na qual ele se preparava psicologicamente pela manhã. Mas isso mudou depois que ele estudou meditação na Índia. Um monge um dia disse a ele: “E se você pudesse escrever com alegria?” Sobre isso ele diz:
| “ | Não tenho distrações e não tenho medo, quando me sento, confio que estou conectado e confio que sei o que estou fazendo depois de todos esses anos. Você medita e se conecta. | ” |